# Limnocyoninae
De Limnocyoninae zijn een onderfamilie van uitgestorven roofzoogdieren uit de familie Hyaenodontidae van de orde Creodonta. Naamgever van de onderfamilie is het geslacht Limnocyon.

## Indeling
- Onderfamilie Limnocyoninae
  - Iridodon
  - Limnocyon
  - Prolaena
  - Prolimnocyon
  - Thereutherium
  - Thinocyon

## Ontwikkeling
De limnocyonide hyaenodonten vervingen in het Bridgerian de proviverrine hyaenodonten. De eerste limnocyonide hyaenodonten zoals Thinocyon en Iridodon waren relatief klein. Het gewicht van Thinocyon wordt geschat op 500 tot 1800 gram. Het was een zoolganger met aanpassingen voor graven. Morfologisch vertoont Thinocyon overeenkomsten met de hedendaagse nerts en een vergelijkbare leefwijze wordt verondersteld, waarmee het de enige bekende creodont met een dergelijke leefwijze is. In de loop van het Bridgerian verschenen grotere limnocyonide hyaenodonten zoals Limnocyon. Na het Uintan stierf de familie in Noord-Amerika uit om plaats te maken voor onder meer Hyaenodon. 